# Spencer Bay
Die Spencer Bay (auch afrikaans Spencerbaai; historisch Spencer Bucht) ist eine Meeresbucht im südlichen Namibia. Sie liegt etwa 140 Kilometer nördlich der Lüderitzbucht und der Stadt Lüderitz; innerhalb der Bucht befindet sich Mercury Island. An der Küste liegt die gleichnamige Siedlung.

## Geographie
Die Bucht ist etwa fünf Kilometer breit und reicht etwa einen Kilometer tief ins Land hinein. Im Süden begrenzt der Dolphin Head, ein kleines Kap, die Bucht nach Süden. Im Norden läuft die Küste der Bucht flach aus.
Die Küste ist Teil des Meob-Chamais Meeresschutzgebietes.
In der Bucht liegt, geschützt durch den Dolphin Head, das Wrack der Otavi. Das Schiff war ein 184 Fuß langes Dampffrachtschiff aus dem Jahr 1919. Am 14. Juli 1945 lief das Schiff mit einer Ladung Guano bei rauer See in der Bucht auf Grund.